# Уилям Уолтън
Вижте пояснителната страница за други личности с името Уилям Уолтън.
 Тази статия е за английския композитор.  За изследователя вижте Уилям Уолтън (изследовател).  
Уилям Търнър Уолтън (на английски: William Turner Walton) е английски композитор.
Роден е на 29 март 1902 година в Олдъм, Ланкашър, в семейството на учител по пеене и органист. Учи в Оксфродския университет, след което се сближава с кръга на Едит Ситуел и започва са занимава сериозно с композиране. Първоначално свързван с модернизма, с годините стилът му става по-консервативен. След Втората световна война се установява на италианския остров Иския.
Уилям Уолтън умира от инфаркт на 8 март 1983 година в Иския.